# Temple Square

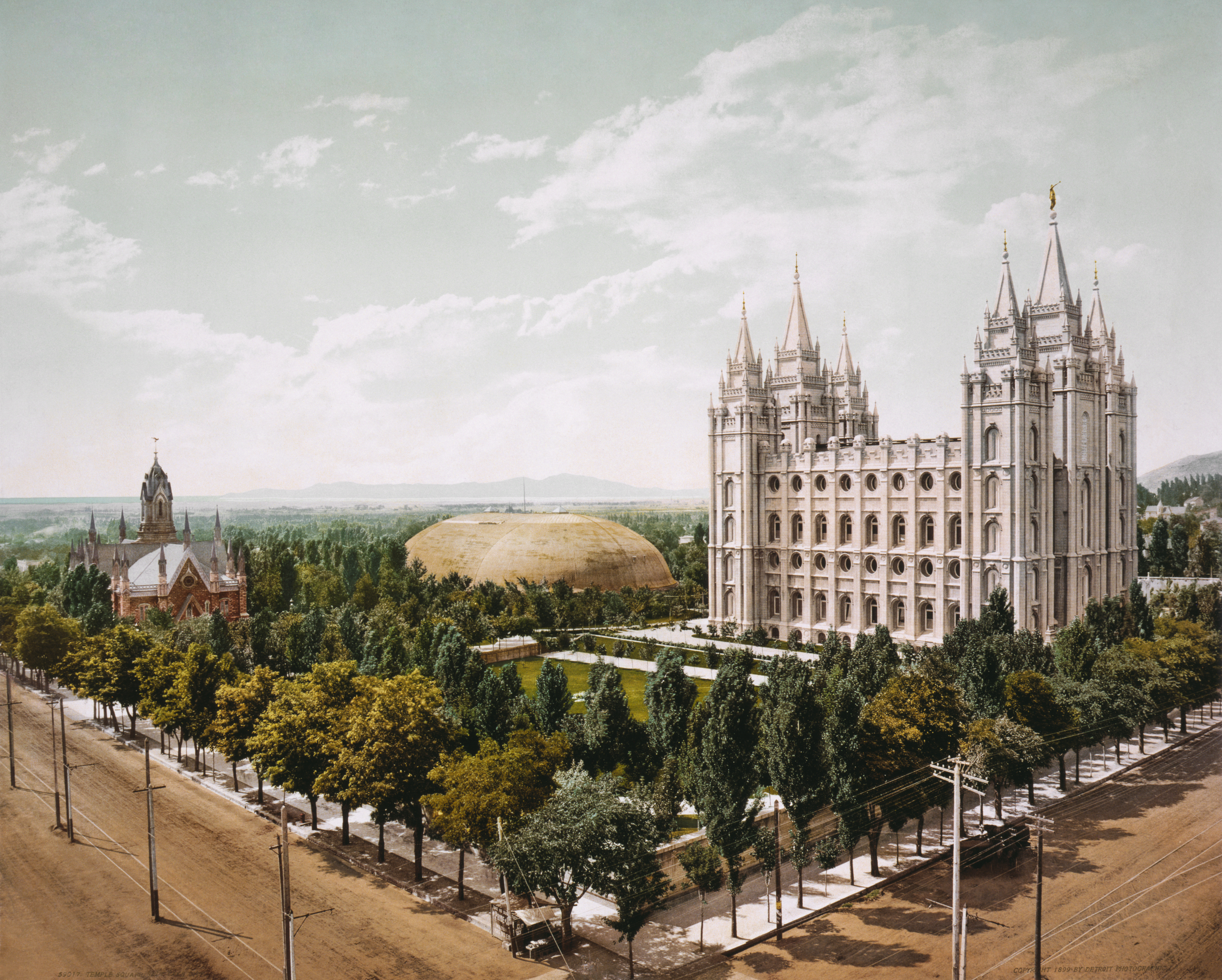
Temple Square rond 1899

Temple Square is een gebied van circa 40.000 m² in Salt Lake City van de mormonen.
In het gebied liggen onder andere de Salt Lake Temple, Salt Lake Tabernacle, Salt Lake Assembly Hall, het Seagull Monument en twee bezoekerscentra.
Dichtbij zijn de Family History Library en het Church History Museum.

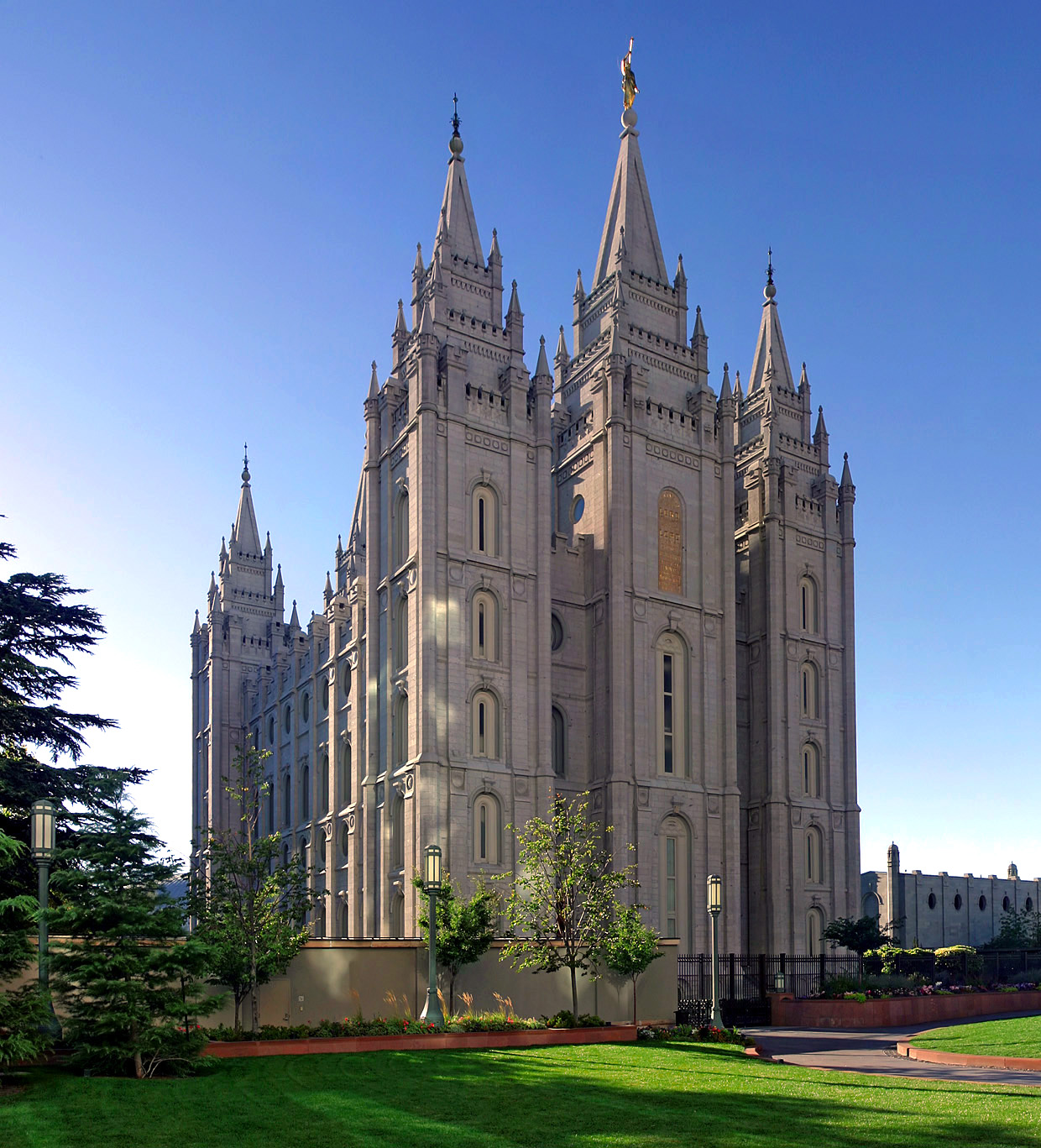
Salt Lake City Temple
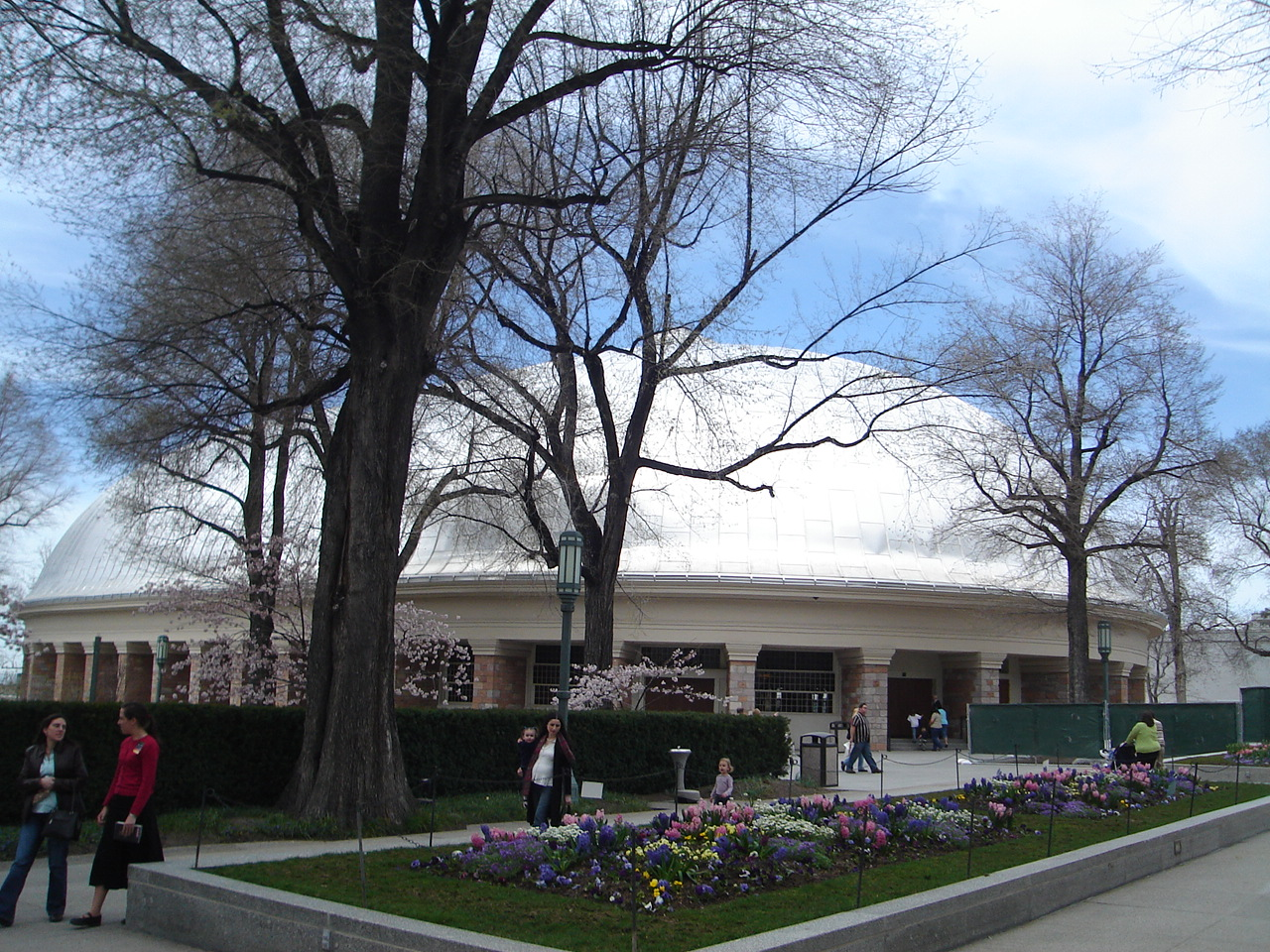
Salt Lake Tabernacle
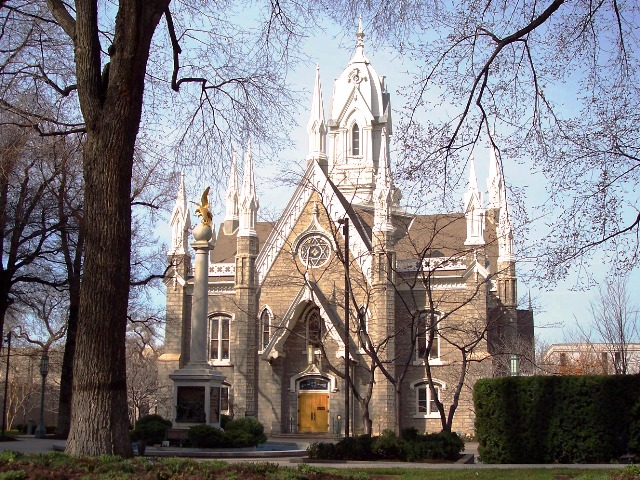
Salt Lake Assembly Hall